# Colonne sonore di Ennio Morricone
Elenco completo delle colonne sonore composte da Ennio Morricone per il cinema e per la televisione.

## Fonte
- Colonne sonore di Ennio Morricone, su Cinematografo, Fondazione Ente dello Spettacolo.